# Unchained Melody
"Unchained Melody" je pjesma iz 1955. koju su skladali Alex North (glazba) i Hy Zaret (stihovi). Ponovno je izdana 1965. u obradi američkog pop dueta The Righteous Brothers. Nakon toga je postala jedna od najizvođenijih pjesama u 20. stoljeću, s preko 500 inačica na stotinjak raznih jezika
Alex North je skladao pjesmu 1955. kao udarnu glazbenu temu za mračni zatvorski film Unchained (Neokovan), a otpjevao ju je Todd Duncan. Nakon njega glazbenik Les Baxter je izdao instrumentalnu inačicu pjesme za Capitol Records, koja je dosegla 2. mjesto na američkoj top ljestvici. Pjesmu je izveo i Al Hibbler za Decca Records (dosegla je 3. mjesto na Billboard ljestvici). Jimmy Young je snimio svoju inačicu koja je dosegla 1. mjesto britanske ljestvice, a Roy Hamilton je snimio za Epic Records svoju inačicu koja je dosegla 1. mjesto na R & B listi i 6. mjesto na pop ljestvici. Nakon njih slijedile su stotine drugih izdanja.
Ipak najslavija inačica je ona iz 1965. u izvedbi Righteous Brothersa. Zapravo, pjesmu je otjevao samo jedan član tog dua Bobby Hatfield. Pjesma je postala sastavni dio svakog američkog jukeboxa na kraju 20. stoljeća. 
Interes za nju ponovno je oživio kad je iskorištena 1990-ih u popularnom filmu Duh.

## Neki od poznatih glazbenika koji su izveli "Unchained Melody"
- 1959. - The Fleetwoods
- 1968. - Sonny & Cher
- 1969. - Roy Orbison
- 1977. - Elvis Presley
- 1978. - Willie Nelson
- 1989. - U2
- 1995. - Robson Green i Jerome Flynn
- 1997. - LeAnn Rimes
- 2002. - Gareth Gates
- 2005. - Cyndi Lauper
- 2006. - Il Divo
- 2006. - Barry Manilow

Glazbeni časopis Rolling Stone je Unchained Melody 2004., stavio na #365 od 500 
najboljih pjesama svih vremena.

## Vanjske poveznice
- Unchained Melody na portalu Last.FM
- stihovi pjesme 'Unchained Melody' (engl.)